# لاريسا شيبيتكو
لاريسا يفيموفنا شيبيتكو (الروسية: Лариса Ефимовна Шепитько؛ 6 يناير 1938 - 2 يوليو 1979) مخرجة أفلام سوفيتية وكاتبة سيناريو وممثلة. تعتبر لاريسا شيبيتكو من أفضل المخرجات على الإطلاق، وكان فيلمها الصعود ثاني فيلم أخرجته امرأة يفوز بجائزة الدب الذهبي، والفيلم الثاني الذي أخرجته امرأة يفوز بجوائز كبرى في مهرجانات أفلام أوروبية مهمة مثل مهرجان كان السينمائي ومهرجان البندقية السينمائي ومهرجان برلين السينمائي الدولي. أخرجت خمسة أفلام فقط. توفيت بسبب حادث سيارة.

## حياتها المبكرة والتعليم
ولدت شيبيتكو في أرتيموفسك، وهي بلدة في شرق أوكرانيا تُعرف الآن باسم باخموت. واحدة من ثلاثة أبناء، ربتها والدتها، وهي معلمة بعد طلقها والدها، وهو ضابط عسكري فارسي. تتذكر: «أبي قاتل طوال الحرب. بالنسبة لي، كانت الحرب واحدة من أقوى الانطباعات المبكرة. أتذكر الشعور بضيق الحياة، وانفصال العائلة. أتذكر الجوع وكيف أن أمنا ونحن الثلاثة تم إجلاؤنا ونحن أطفال. ترك انطباع الكارثة العالمية بالتأكيد بصمة لا تمحى في ذهن طفلة». لهذا السبب، غالبًا ما يتعامل عملها مع الشعور بالوحدة والعزلة.
في عام 1954، تخرجت شيبيتكو من المدرسة الثانوية في لفيف. انتقلت شيبيتكو إلى موسكو عندما كانت في السادسة عشرة من عمرها، ودخلت معهد كل دولة الاتحاد للتصوير السينمائي. كانت طالبة في مدرسة دوفجينكو لمدة 18 شهرًا حتى وفاته عام 1956. شعرت بوجود صلة قرابة بين تراثهما المشترك وصور الواقعية الاجتماعية. كما تبنت شعاره «اجعل كل فيلم كما لو كان آخر فيلم لك».
تخرجت شيبيتكو من معهد غيراسيموف للسينما في عام 1963 بفيلمها حرارة (أو Znoy)، الذي أخرجته عندما كان عمرها 22 عامًا. تأثر الفيلم بقصة قصيرة «عين الجمل» للكاتب جنكيز أيتماتوف. أظهر فيلمها انطباع دوفجينكو، سواء في محيطه الجاف أو في أسلوبه الطبيعي. خلال مرحلة تحرير الفيلم، ساعد المخرج إليم كليموف شيبيتكو الذي كان أيضًا طالبًا في معهد غيراسيموف للسينما في ذلك الوقت. في عام 1963، تزوجا وولد طفلهما، أنتون عام 1973. فازت بجائزة سمبوزيوم الكبرى وجائزة في مهرجان كل الاتحاد السينمائي في لينينغراد.

## أفلامها

### Heat (بالعربي: حرارة) 1963
أول فيلم لها وأخرجته عندما كانت لا تزال طالبة بالجامعة وحصلت على جائزتان بسببه

### Wings (بالعربي:وينغز) 1966
ثاني فيلم لها ويعد واحد من أهم وأشهر الأعمال السوفيتية

### Beginning of an Unknown Era (بالعربي: بداية عصر مجهول) 1967
ثالث فيلم لها ويعد من أقل أعمالها شهرة أخرجته بالإشتراك مع جينريخ غاباي وأندري سميرنوف.

### You And Me (بالعربي: أنت وأنا) 1971
رابع فيلم لها وهو فيلم درامي روسي.

### The Ascent (بالعربي: الصعود) 1977
آخر فيلم لها وأهم أفلامها ويعد واحد من أهم الأفلام في التاريخ

## الموت
توفيت شيبيتكو في حادث سيارة على طريق سريع بالقرب من مدينة تفير مع أربعة أعضاء من فريق الرماية في عام 1979 أثناء استكشاف مواقع تصوير لمشروع سينمائي لرواية وداعا ماتيورا للكاتب فالنتين راسبوتين.
قدم زوجها المخرج إليم كليموف عمل تحت عنوان «وداعًا» كما قدم تكريمًا لمدة 25 دقيقة بعنوان «لاريسا» (1980).

## وصلات خارجية
لاريسا شيبيتكو على قاعدة بيانات الأفلام على الإنترنت